# Dronten (stacja kolejowa)
Dronten (ned: Station Dronten) – stacja kolejowa w Dronten, w prowincji Flevoland, w Holandii. Stacja znajduje się na Hanzelijn, pomiędzy stacjami Lelystad Centrum i Kampen Zuid.
Hanzelijn została oficjalnie otwarta w dniu 6 grudnia 2012 roku oraz w dniu 9 grudnia tego roku oddano do użytku stację Dronten.
Stacja jest otoczona przez tereny przemysłowe w północnej części Dronten i składa się z dwóch peronów obocznych, położonych 7 metrów nad ziemią. Istnieje w sumie cztery tory: dwa przy peronach i dwa tory przelotowe. perony stacji posiadają zadaszenie. Oba perony są dostępne zarówno za pomocą schodów i wind.

## Linie kolejowe
- Hanzelijn

## Połączenia
- 4600 Sprinter Amsterdam Centraal – Weesp – Almere Centrum – Lelystad Centrum – Dronten – Zwolle

## Transport autobusowy
Przystanek autobusowy Dronten, Station znajduje się w obszarze koncesji IJsselmond, należącej do OV Regio IJsselmond i obsługiwany jest przez następujące linie autobusowe:
| Linia | Trasa | Dane szczegółowe                              |
| ----- | --- | --------------------------------------------- |
| 21    | Dronten, Station > De Oeverlopenwijk > Oud Dronten > Meerpaal > De Manege > De Landmaten > De Drieslag > De Munten > Dronten, Station | Obsługa miasta Dronten, nie działa w weekendy |
| 22    | Dronten, Station > De Munten > De Drieslag > De Landmaten > De Manege > Meerpaal > Oud Dronten > De Oeverlopenwijk > Dronten, Station | Obsługa miasta Dronten, nie działa w weekendy |
| 143   | Genemuiden, Nieuweweg - IJsselmuiden - Kampen, Station - Dronten, Station                                                             | Nie działa wieczorami i w weekendy            |
| 145   | Lelystad - Swifterbant - Dronten, Station                                                                                             |                                               |
| 147   | Harderwijk, Busstation - Biddinghuizen - Dronten, Station                                                                             |                                               |
| 163   | Lelystad, Station Centrum - Dronten, Station                                                                                          | Spitsbus                                      |
| 663   | Dronten, Station - Kampen, GSG Pieter Zandt                                                                                           | Autobus szkolny                               |